# Norman Ellison (cầu thủ bóng đá)
Norman Ellison (2 tháng 11 năm 1929 – 1 tháng 10 năm 1999) là một cầu thủ bóng đá người Anh, thi đấu ở vị trí Tiền vệ chạy cánh ở Football League cho Tranmere Rovers.